# Georg Hermann Nicolai
Georg Hermann Nicolai (Torgau, 10 gennaio 1812 – Děčín, 10 luglio 1881) è stato un architetto e docente tedesco, professore di architettura presso la Reale Accademia di belle arti sulla Brühlsche Terrasse a Dresda dal 1850 fino alla sua morte.

## Biografia
Nicolai è nato a Torgau, nel Regno di Sassonia. Srudiò architettura presso l'Accademia di Dresda con Joseph Thürmer e successivamente a Monaco di Baviera con Friedrich von Gärtner. Viaggiò in Italia nei periodi 1834-1835 e 1839-1840. Fu Hofbaumeister a Coburgo, dal 1841 al 1845, e realizzò uno studio privato a Francoforte sul Meno dal 1845 al 1848. A metà estate 1850 succedette a Gottfried Semper come professore del Bauatelier dell'Accademia di Belle Arti di Dresda molti mesi dopo che Gottfried Semper aveva partecipato alla costruzione di una barricata nella rivolta di maggio dell'anno precedente. Nicolai portò una buona sensibilità alla reinterpretazione dell'architettura neorinascimentale in stile quattrocentesco a Dresda nei suoi anni all'Accademia, e fu un insegnante estremamente popolare. Molti dei suoi studenti continuarono a fare illustri carriere in Sassonia e altrove. Morì a Děčín, all'età di 69 anni. Alla sua morte, il suo ex allievo Constantin Lipsius (1832-1894) fu nominato al suo posto.

## Principali opere
- Residenza Seebach (1839)
- Villa Struve (1851-1852)
- Villa Meyer (1867–1869)
- Ricostruzione del Palazzo del Principe Giorgio sulla Zinzendorfstrasse (1855-1857)
- Villa Seiler (1867-1868)

Tutti questi edifici furono distrutti durante il bombardamento alleato su Dresda nella seconda guerra mondiale.